# Chung Yun-hee
Chung Yun-hee (koreanisch 정윤희; * 3. Januar 1983) ist eine südkoreanische Langstreckenläuferin, die sich auf den Marathon spezialisiert hat.
2002 wurde sie Dritte beim Seoul International Marathon und Fünfte über 10.000 m bei den Asienspielen in Busan mit ihrem persönlichen Rekord von 32:46,54 min. Im Jahr darauf gewann sie den JoongAng Seoul Marathon mit ihrer persönlichen Bestzeit von 2:30:50 h.
2004 siegte sie beim Kunsan-Marathon und belegte beim Marathon der Olympischen Spiele in Athen den 23. Platz.
2008 wurde sie Zweite beim Gyeongju International Marathon und 2009 Sechste beim Seoul International Marathon. 2010 siegte sie in Gyeongju.